# Turkmenistan ai Giochi della XXX Olimpiade
Il Turkmenistan ha partecipato ai Giochi della XXX Olimpiade di Londra che si sono svolti dal 27 luglio al 12 agosto 2012. È stata la 5ª partecipazione consecutiva degli atleti turkmeni ai giochi olimpici estivi dal debutto all'edizione di Atlanta 1996.
Gli atleti della delegazione turkmena sono stati 10 (7 uomini e 3 donne), in 5 discipline. Alla cerimonia di apertura il portabandiera è stato il pugile Serdar Hudayberdiyev; nessun portabandiera ha presenziato alla cerimonia di chiusura.
Nel corso della manifestazione il Turkmenistan non ha ottenuto alcuna medaglia.

## Partecipanti
| Sport             | Uomini | Donne | Totale |
| ----------------- | ------ | ----- | ------ |
| Atletica Leggera  | 1      | 1     | 2      |
| Judo              | 0      | 1     | 1      |
| Nuoto             | 1      | 1     | 2      |
| Pugilato          | 2      | 0     | 2      |
| Sollevamento pesi | 3      | 0     | 3      |
| Totale            | 7      | 3     | 10     |

## Atletica leggera
| Q | Qualificato al turno successivo per la posizione in qualificazione                                                           |
| q | Qualificato per il turno successivo per ripescaggio o, negli eventi su campo, conquistando la misura minima per qualificarsi |

### Maschile
Eventi su campo
| Atleta          | Evento              | Qualifica | Qualifica | Finale          | Finale          |
| Atleta          | Evento              | Distanza  | Posizione | Distanza        | Posizione       |
| --------------- | ------------------- | --------- | --------- | --------------- | --------------- |
| Mergen Mämmedow | Lancio del martello | 68,39 m   | 35°       | non qualificato | non qualificato |

### Femminile
Eventi di corsa su pista e strada
| Atleta         | Evento | Batteria  | Batteria  | Quarti di finale | Quarti di finale | Semifinale      | Semifinale      | Finale          | Finale          |
| Atleta         | Evento | Risultato | Posizione | Risultato        | Posizione        | Risultato       | Posizione       | Risultato       | Posizione       |
| -------------- | ------ | --------- | --------- | ---------------- | ---------------- | --------------- | --------------- | --------------- | --------------- |
| Maýsa Rejepowa | 100 m  | 12"80     | 4ª        | non qualificata  | non qualificata  | non qualificata | non qualificata | non qualificata | non qualificata |

## Judo
Femminile
| Atleta            | Evento | 16-esimi                        | Ottavi               | Quarti               | Semifinali           | Ripescaggio          | Med. bronzo          | Finale               | Posizione       |
| Atleta            | Evento | Avversario Risultato            | Avversario Risultato | Avversario Risultato | Avversario Risultato | Avversario Risultato | Avversario Risultato | Avversario Risultato | Posizione       |
| ----------------- | ------ | ------------------------------- | -------------------- | -------------------- | -------------------- | -------------------- | -------------------- | -------------------- | --------------- |
| Gulnar Hayytbaeva | -63 kg | R. Yusubova (AZE) P (0000-0111) | non qualificata      | non qualificata      | non qualificata      | non qualificata      | non qualificata      | non qualificata      | non qualificata |

## Nuoto e sport acquatici

### Nuoto
Maschile
| Atleta           | Evento             | Batterie | Batterie   | Semifinali      | Semifinali      | Finale          | Finale          |
| Atleta           | Evento             | Tempo    | Classifica | Tempo           | Classifica      | Tempo           | Classifica      |
| ---------------- | ------------------ | -------- | ---------- | --------------- | --------------- | --------------- | --------------- |
| Sergeý Krowýakow | 100 m stile libero | 54"43    | 46º        | non qualificato | non qualificato | non qualificato | non qualificato |

Femminile
| Atleta          | Evento             | Batterie | Batterie   | Semifinali      | Semifinali      | Finale          | Finale          |
| Atleta          | Evento             | Tempo    | Classifica | Tempo           | Classifica      | Tempo           | Classifica      |
| --------------- | ------------------ | -------- | ---------- | --------------- | --------------- | --------------- | --------------- |
| Jennet Saryýewa | 400 m stile libero | 5'40"29  | 35ª        | non qualificata | non qualificata | non qualificata | non qualificata |

## Pugilato
Maschile
| Atleta               | Evento                     | Sedicesimi              | Ottavi di finale     | Quarti di finale     | Semifinali           | Finale               | Pos. |
| Atleta               | Evento                     | Avversario Risultato    | Avversario Risultato | Avversario Risultato | Avversario Risultato | Avversario Risultato | Pos. |
| -------------------- | -------------------------- | ----------------------- | -------------------- | -------------------- | -------------------- | -------------------- | ---- |
| Serdar Hudayberdiyev | Pesi superleggeri (-64 kg) | M. Kumar (IND) P 7–13   | non qualificato      | non qualificato      | non qualificato      | non qualificato      | 17º  |
| Nursähet Pazzyýew    | Pesi medi (-75 kg)         | A. Kılıçcı (TUR) P 7–14 | non qualificato      | non qualificato      | non qualificato      | non qualificato      | 17º  |

## Sollevamento pesi
Maschile
| Atleta             | Evento | Strappo   | Strappo    | Slancio   | Slancio    | Totale | Classifica |
| Atleta             | Evento | Risultato | Classifica | Risultato | Classifica | Totale | Classifica |
| ------------------ | ------ | --------- | ---------- | --------- | ---------- | ------ | ---------- |
| Umurbek Bazarbaýew | -62 kg | 135 kg    | 7º         | 167 kg    | 6º         | 302 kg | 6º         |
| Daniyar İsmayilov  | -69 kg | 145 kg    | 6º         | 165 kg    | 16º        | 310 kg | 13º        |
| Mansur Rejepov     | -85 kg | 160 kg    | 10º        | 188 kg    | DNF        | 160 kg | —          |